# Leopoldia comosa
El jacinto comoso o hierba del querer o nazareno (Leopoldia comosa) es una hierba vivaz de vistosas flores de color púrpura o azul, nativa de Europa Central y Asia.

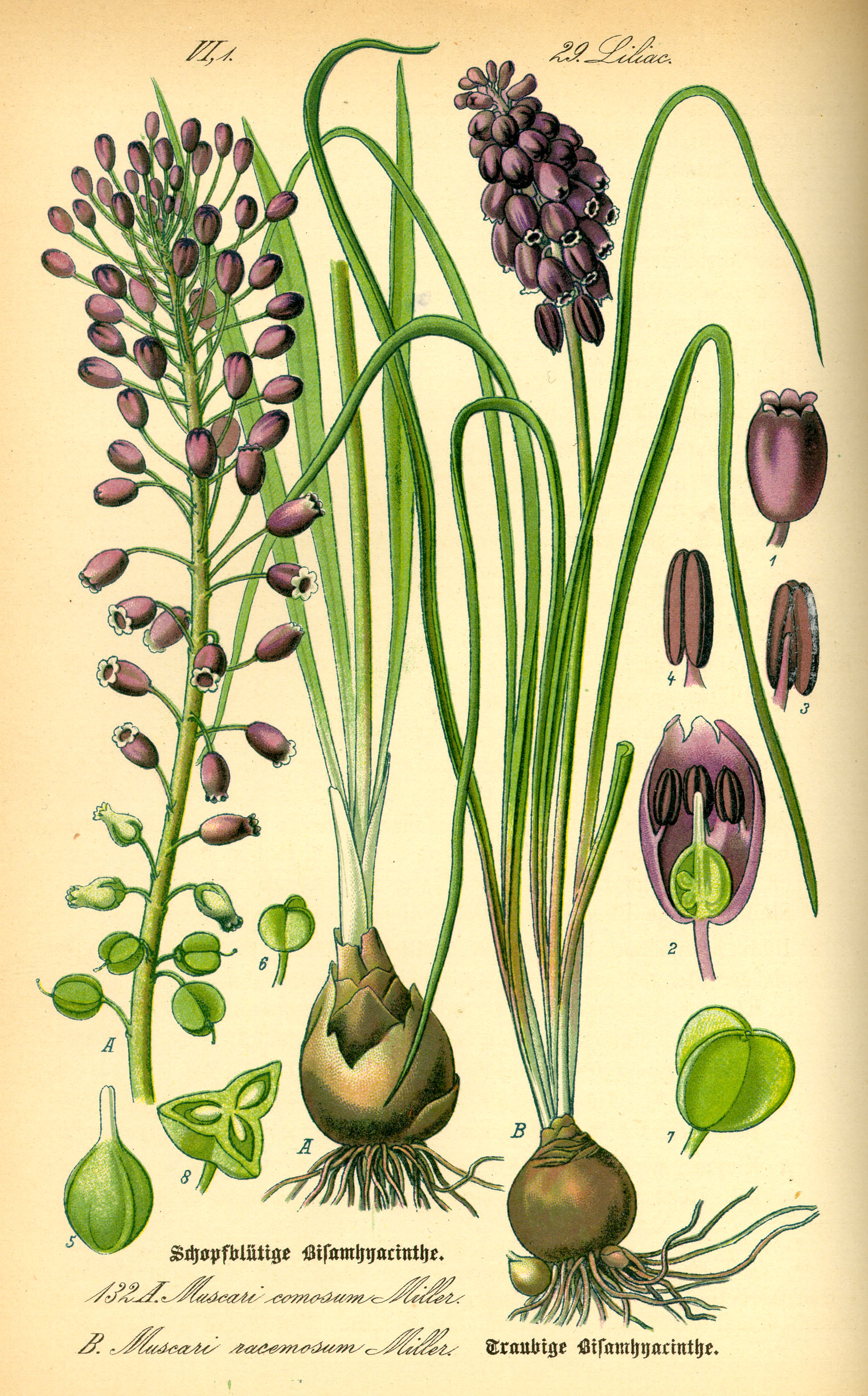
Ilustración

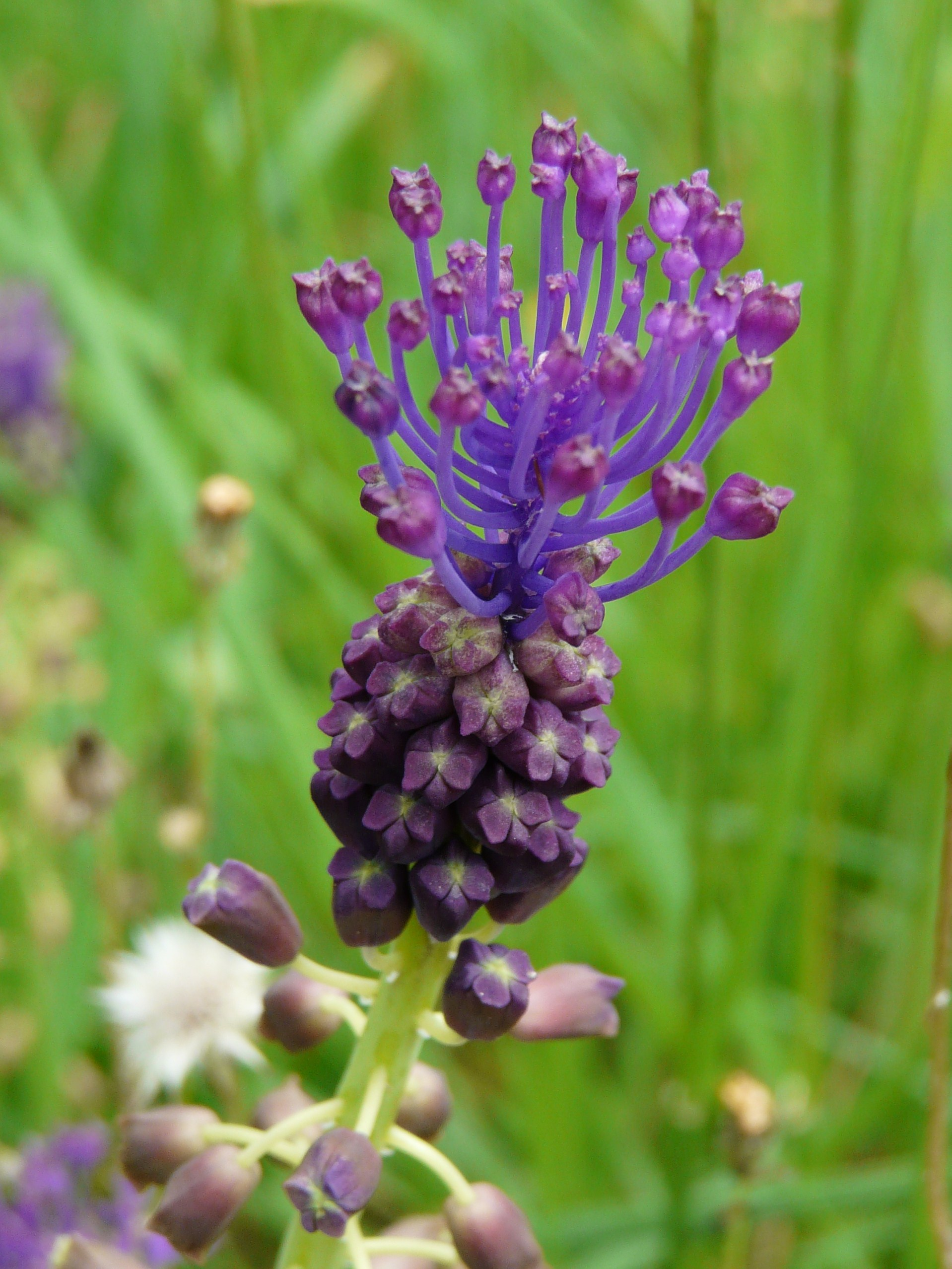
Inflorescencia

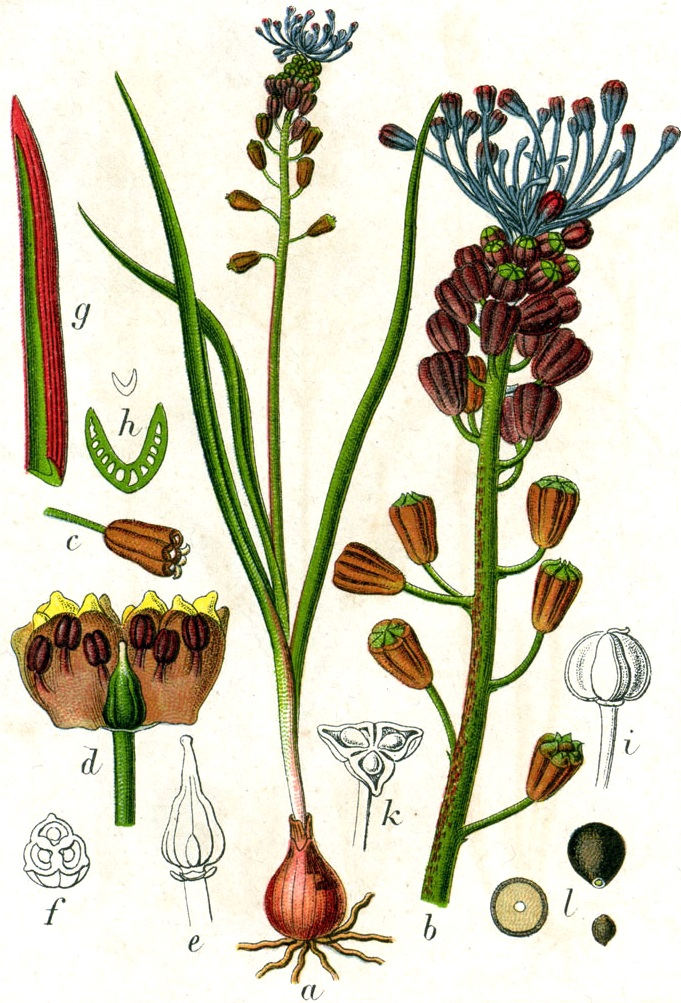
Ilustración

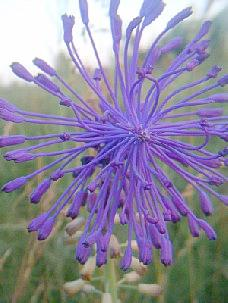
Detalle de la flor

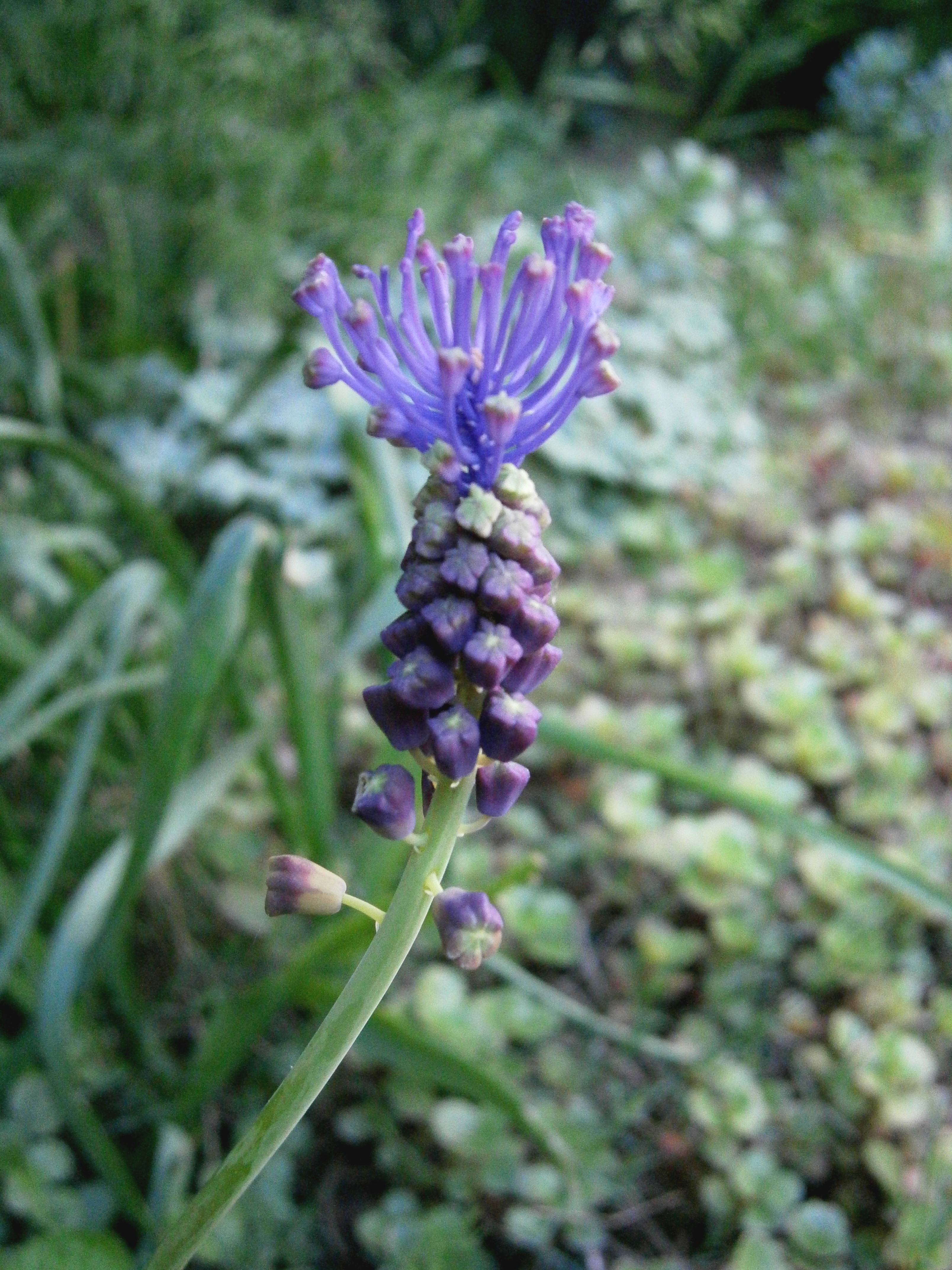
Inflorescencia

## Características
Es una hierba que alcanza los 60 cm de altura, con la raíz formando bulbos de color rojizo. Las hojas son basales, de forma lineal, de unos 15 mm de largo por 12 de ancho. Florece en primavera presenta flores ovoides o tubulares, con tres dientes, de color púrpura o azul marino, de hasta 1 cm de tamaño, formando racimos compactos de ellas. El ovario es trilobulado, dando como fruto es una cápsula alada trivalva.

## Hábitat y cultivo
Prefiere suelos húmedos, prados y pastizales. Tolera suelos calizos y temperaturas bajas. Está muy extendido en jardinería dada su facilidad a la naturalización; por su rusticidad se la considera a veces invasiva. Las composiciones de rocalla, agrupaciones; alrededor de arbustos, formando grupos más o menos compactos, etc. Se la encuentra en Europa meridional, el Medio Oriente y el norte de África.
Existe una variedad ornamental, llamada plumosum o monstruosum que forma una vistosa inflorescencia.
Los bulbos, parecidos a los de la cebolla pero más pequeños y de sabor más amargo, se comen en algunos países de la cuenca mediterránea.
Dioscórides (s. I) dice de estos bulbos:

todos son acres, y caloríficos, estimulan el coito, irritan la lengua y las amígdalas, etc (...) Hay que cuidar la cantidad que se come de bulbos porque afectan a los nervios

## Taxonomía
Leopoldia comosa fue descrita por  (L.) Parl. y publicado en Flora Palermitana 435. 1845
Sinonimia
- Bellevalia bouriana Heldr. ex Nyman
- Bellevalia calandriniana (Parl.) Nyman
- Bellevalia comosa (L.) Kunth
- Bellevalia graeca Heldr.
- Bellevalia graminifolia Nyman
- Bellevalia holzmannii Heldr.
- Bellevalia holzmannii var. curta (Heldr.) Nyman
- Bellevalia pharmacusana (Heldr.) Nyman
- Bellevalia pinardii Boiss.
- Bellevalia sartoriana (Heldr.) Nyman
- Bellevalia sartoriana subsp. pharmacusana (Heldr.) Nyman
- Bellevalia tenuiflora subsp. constricta (Tausch) Nyman
- Botrycomus vulgaris Fourr.
- Etheiranthus constrictus (Tausch) Kostel.
- Etheiranthus milleri Kostel.
- Eubotrys comosa (L.) Raf.
- Hyacinthus comosus L.
- Hyacinthus fuliginosus Pall.
- Hyacinthus monstrosus L.
- Hyacinthus paniculatus Lam.
- Leopoldia anguliflora Lojac.
- Leopoldia bormaniana Lojac.
- Leopoldia bouviana Heldr. ex Nyman
- Leopoldia calandriniana Parl.
- Leopoldia clusiana Heldr. ex Nyman
- Leopoldia constricta Heldr.
- Leopoldia curta Heldr.
- Leopoldia graeca (Heldr.) Heldr.
- Leopoldia graminifolia Heldr. ex Nyman
- Leopoldia holzmannii (Heldr.) Heldr.
- Leopoldia pharmacusana Heldr.
- Leopoldia pinardii (Boiss.) Parl.
- Leopoldia pyramidalis (Tausch) Heldr.
- Leopoldia sartoriana Heldr.
- Leopoldia trojana Heldr.
- Muscari bouvianum Heldr. ex Rouy
- Muscari bulgaricum Velen.
- Muscari calandrinianum (Parl.) Nyman
- Muscari charrellii Heldr. ex Rouy
- Muscari comosum (L.) Mill.
- Muscari comosum subsp. courtilleri (Boreau) K.Richt.
- Muscari comosum f. monstrosum (L.) Maire
- Muscari comosum subsp. monstrosum (L.) K.Richt.
- Muscari constrictum Tausch
- Muscari courtilleri Boreau
- Muscari cousturieri Gand.
- Muscari cretensium Gand.
- Muscari curtum (Heldr.) Boiss.
- Muscari giennense Pau & Cuatrec.
- Muscari graecum (Heldr.) Boiss.
- Muscari graminifolium Heldr. & Holzm. ex Rouy
- Muscari holzmannii (Heldr.) Hirc
- Muscari longissimum Medik.
- Muscari monstrosum (L.) Mill.
- Muscari paniculatum (Lam.) Medik.
- Muscari pharmacusanum (Heldr.) Boiss.
- Muscari pinardii (Boiss.) Boiss.
- Muscari pyramidale Tausch
- Muscari sartorianum (Heldr.) Boiss.
- Muscari segusianum E.P.Perrier & Songeon
- Muscari trojanum (Heldr.) Boiss.
- Pelotris paniculatus (Lam.) Raf.
- Scilla comosa (L.) Salisb.
- Scilla monstrosa (L.) Salisb.[2]

## Nombres comunes
Agüelicos, ajete, ajete de cigüeña, ajipuerco, ajo, ajo de cigüeña, ajo de culebra, ajo de perro, ajo perro, ajopuerro, ajos de cigüeña, cebolla de lagarto, cebollita de milano, cebollón, guitarrillo, guitarrillos, hiacinto, hierba del querer, hierbas de los amores, implo, jacinto, jacinto comoso, jacinto de penacho, jacinto mayor comoso, jacinto penachudo, jacintos silvestres, lilas, matacandil, mayos, nazareno, nazarenos, ojo de ajo, penitentes.